# Brian Dennehy

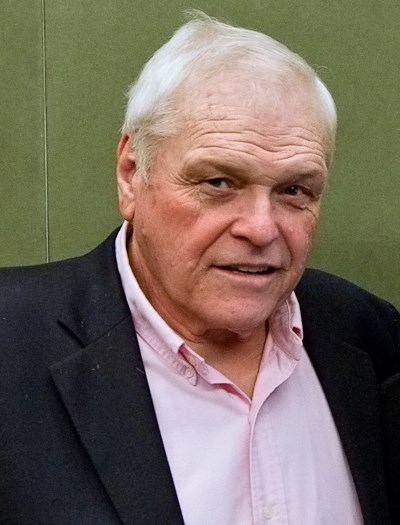
Brian Dennehy (2009)

Brian Mannion Dennehy (* 9. Juli 1938 in Bridgeport, Connecticut; † 15. April 2020 in New Haven, Connecticut) war ein US-amerikanischer Schauspieler. Der Charakterdarsteller war vor allem in den 1980er Jahren in einigen bekannten Filmen wie Rambo und Silverado zu sehen, später auch oft in profilierten Nebenrollen.

## Leben und Wirken
Brian Dennehy kam mit einem Football-Stipendium an die Columbia University in New York, dort studierte er Geschichte. Er behauptete mehrfach, er habe im Vietnamkrieg als Soldat gedient, was sich jedoch als Lüge herausstellte. Er war zwar beim Marinekorps, aber in der Zeit von 1958 bis 1963 in Japan stationiert. Den Kriegsschauplatz Vietnam hat er nie betreten. Er entschuldigte sich später für seine Behauptung. Seinen ersten Auftritt als Schauspieler hatte er 1977 in der Fernsehserie Kojak – Einsatz in Manhattan. Im selben Jahr gab er auch sein Filmdebüt in einer Nebenrolle von Auf der Suche nach Mr. Goodbar von Richard Brooks. Es folgten kleine Auftritte in Fernsehserien wie M*A*S*H und Dallas.

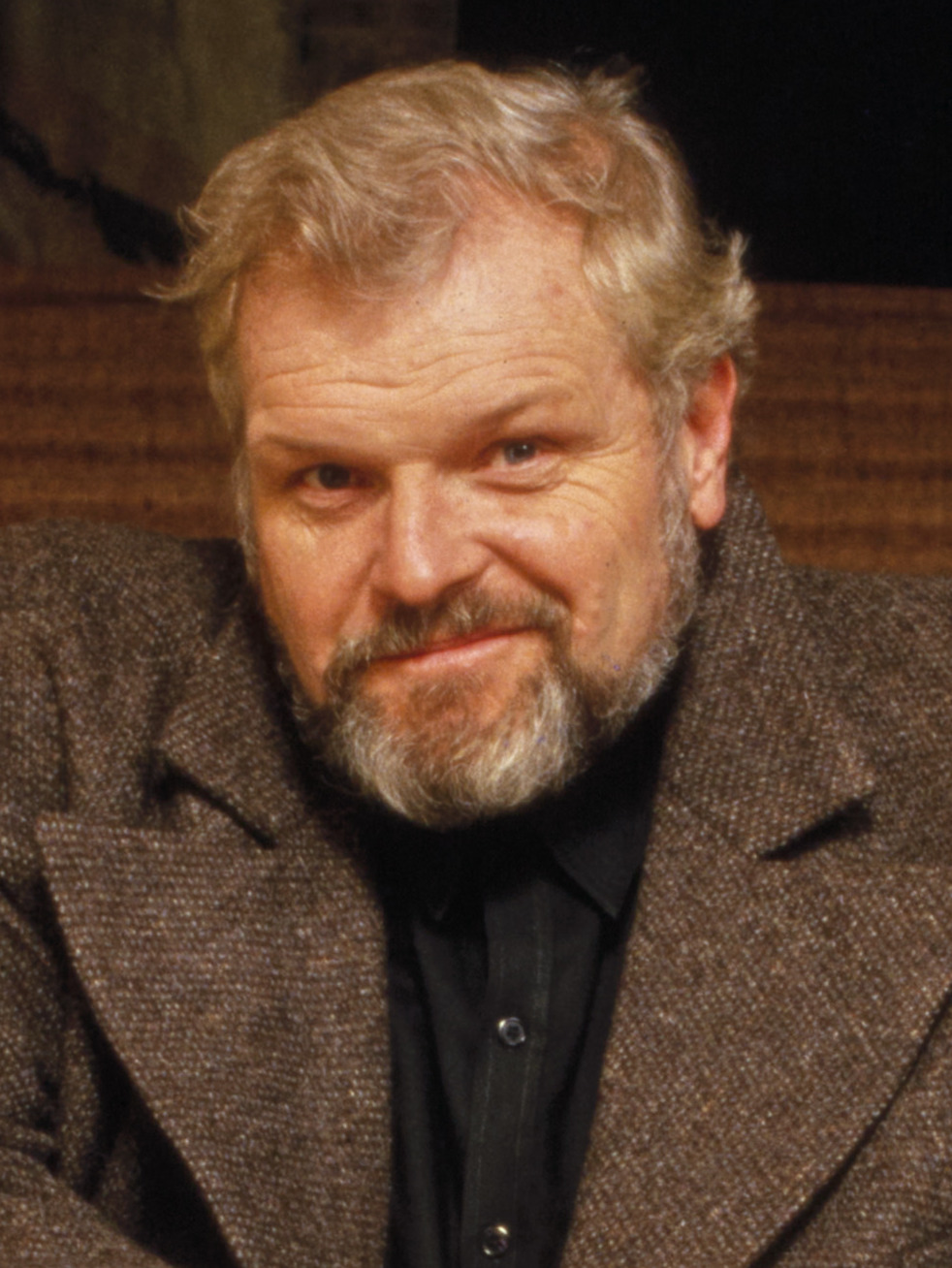
Brian Dennehy (1988)

Der Durchbruch gelang ihm 1982 in der Rolle des übereifrigen Sheriffs Will Teasle in Rambo neben Sylvester Stallone. In dem Thriller Gorky Park von Michael Apted aus dem Jahr 1983 spielte er neben William Hurt und Lee Marvin und 1986 in F/X – Tödliche Tricks neben Bryan Brown jeweils eine der Hauptrollen. Für seine Mitwirkung in Peter Greenaways künstlerisch anspruchsvollem Film Der Bauch des Architekten (1987), in dem er die Hauptrolle des todgeweihten Architekten Stourley Kracklite bekleidete, erhielt er viel Kritikerlob; damit rückte er als Schauspieler ins Licht der Öffentlichkeit. Roger Ebert lobte ihn für seine schauspielerische Darstellung in dem Film Aus Mangel an Beweisen (1989), in dem er neben Harrison Ford auftrat. Sein Schaffen für Film und Fernsehen umfasst mehr als 175 Produktionen. 2001 wurde er für seine Rolle in Death of a Salesman (2000) mit einem Golden Globe Award ausgezeichnet, zudem bekam er einen Producers Guild of America Award zugesprochen. Fünf Mal wurde er für den Emmy nominiert, 1994 gewann er einen CableACE Award.
Dennehy war auch ein bekannter Bühnenschauspieler. Sein Broadway-Debüt gab er 1995 in Brian Friels Stück Sprachstörungen (Translations). 2005 spielte er die Hauptrolle in Arthur Millers Tod eines Handlungsreisenden am Lyric Theatre in London, wofür er einen Laurence Olivier Award erhielt. 2003 spielte er in einer Produktion der Goodman Theatre Company in Chicago in Eugene O’Neills Eines langen Tages Reise in die Nacht die Rolle des James Tyrone. Für diese beiden Auftritte gewann er jeweils einen Tony Award als bester Hauptdarsteller.
2007 trat er am Broadway an der Seite von Christopher Plummer in dem Stück Wer den Wind sät von Jerome Lawrence und Robert Edwin Lee auf. 2008 war er auf dem Stratford Shakespeare Festival in Canada in Ende gut, alles gut wie auch in Samuel Becketts Das letzte Band und Eugene O’Neills Hughie zu sehen. Ab dem 14. April 2009 spielte er in einem dreimonatigen Engagement am New Yorker St. James Theatre in O’Neills Stück Gier unter Palmen.
Dennehy heiratete 1959 Judith Scheff, mit der er drei Kinder hatte. Die Ehe wurde 1974 geschieden. 1988 heiratete er Jennifer Arnott. Seine Tochter Elizabeth Dennehy ist ebenfalls Schauspielerin.
Brian Dennehy starb am 15. April 2020 im Alter von 81 Jahren an einem Herzstillstand als Folge einer Sepsis.

## Filmografie (Auswahl)

### Filme
- 1977: Auf der Suche nach Mr. Goodbar (Looking for Mr. Goodbar)
- 1977: Zwei ausgebuffte Profis (Semi-Tough)
- 1978: Eine ganz krumme Tour (Foul Play)
- 1978: Tod in einer kleinen Stadt (A Death in Canaan, Fernsehfilm)
- 1978: F.I.S.T. – Ein Mann geht seinen Weg (F.I.S.T.)
- 1978: Vor den Augen der Welt (Ruby and Oswald, Fernsehfilm)
- 1978: Ein Mann kämpft allein (The Jericho Mile, Fernsehfilm)
- 1979: Zehn – Die Traumfrau (10)
- 1979: Butch & Sundance – Die frühen Jahre (Butch and Sundance: The Early Days)
- 1979: Mauern des Schweigens (Dummy, Fernsehfilm)
- 1980: Stoßtrupp durch die grüne Hölle (A Rumor of War)
- 1981: Kreuz der Gewalt (Skokie, Fernsehfilm)
- 1982: Rambo (First Blood)
- 1983: Gorky Park
- 1983: Wenn die Wölfe heulen (Never Cry Wolf)
- 1984: Nur der Tod ist umsonst (The River Rat)
- 1985: Silverado
- 1985: Cocoon
- 1986: F/X – Tödliche Tricks (F/X)
- 1986: Staatsanwälte küsst man nicht (Legal Eagles)
- 1987: Bestseller
- 1987: Der Bauch des Architekten (The Belly of an Architect)
- 1988: Cocoon II – Die Rückkehr (Cocoon: The Return)
- 1988: Das Rattennest (Fernsehfilm)
- 1988: Der letzte Outlaw (Miles from Home)
- 1989: Georg Elser – Einer aus Deutschland
- 1989: Die Bombe (Day One, Fernsehfilm)
- 1990: Aus Mangel an Beweisen (Presumed Innocent)
- 1990: Blue Heat – Einsame Zeit für Helden (The Last of the Finest)
- 1990: Die Axtmörderin (Killing In A Small Town)
- 1991: F/X 2 – Die tödliche Illusion (F/X2)
- 1992: Fäuste – Du mußt um Dein Recht kämpfen (Gladiator)
- 1992: Blut auf seidener Haut (Deadly Matrimony)
- 1992: Unter der Last der Beweise (The Burden of Proof)
- 1992: Jagt den Killer (To Catch a Killer)
- 1993: Die Schwester in der Todeszelle (Final Appeal)
- 1994: Jack Reed: Gnadenlose Jagd (Jack Reed: A Search for Justice)
- 1995: Der wunderliche Mr. Cox (The Stars Fell on Henrietta)
- 1995: Nur der Hauch eines Zweifels (Shadow of a Doubt)
- 1995: Tommy Boy – Durch dick und dünn (Tommy Boy)
- 1996: William Shakespeares Romeo + Julia (William Shakespeare’s Romeo + Juliet)
- 1998: Die Schreckensfahrt der Orion Star (Voyage of Terror)
- 1999: Netforce (Fernsehfilm)
- 2000: Death of a Salesman (Fernsehfilm)
- 2000: Fail Safe – Befehl ohne Ausweg (Fail Safe, Fernsehfilm)
- 2001: Warden of Red Rock (Fernsehfilm)
- 2001: Summer Catch
- 2001: Blutige Indizien – Das Spiel mit dem Tod (Three Blind Mice, Fernsehfilm)
- 2002: Stolen Summer – Der letzte Sommer (Stolen Summer)
- 2004: Category 6 – Der Tag des Tornado (Category 6: Day of Destruction)
- 2005: Das Ende – Assault on Precinct 13 (Assault on Precinct 13)
- 2006: Marco Polo
- 2006: Streets of Philadelphia – Unter Verrätern (10th & Wolf)
- 2006: Das ultimative Geschenk (The Ultimate Gift)
- 2008: Kurzer Prozess – Righteous Kill (Righteous Kill)
- 2010: 72 Stunden – The Next Three Days (The Next Three Days)
- 2010: Eine Familie wie jede andere (Every Day)
- 2011: Ein Jahr vogelfrei! (The Big Year)
- 2012: Twelfth Night
- 2013: The Challenger
- 2015: Knight of Cups
- 2018: The Seagull – Eine unerhörte Liebe (The Seagull)
- 2018: Catch Me! (Tag)
- 2019: Driveways
- 2020: Son of the South

### Serien
- 1977: Lou Grant (Folge 1x05)
- 1977: Kojak – Einsatz in Manhattan (Folge Der Patensohn)
- 1977: M*A*S*H (Folge Verdammte Souvenirs)
- 1978: Dallas (eine Folge)
- 1978: Pearl Harbor (Pearl, drei Folgen)
- 1980: Unter der Sonne Kaliforniens (Knots Landing, eine Folge)
- 1981: Der Denver-Clan (Dynasty, fünf Folgen)
- 1984: Hunter (Folge 1x01+02: Gnadenlose Jagd (Pilotfilm))
- 1984: Cagney & Lacey (Folge 3x04 Der Kopfgeldjäger)
- 1987: Miami Vice (Folge Das goldene Kalb)
- 1996: Dead Man’s Walk – Der tödliche Weg nach Westen (Dead Man’s Walk, zwei Folgen)
- 2005: The West Wing – Im Zentrum der Macht (Folge 6x19)
- 2006: 4400 – Die Rückkehrer (Folge 3x08)
- 2007: Law & Order: Special Victims Unit (Folge 8x10)
- 2008: 30 Rock (Folge 2x14)
- 2009: Rules of Engagement (eine Folge)
- 2010: Rizzoli & Isles (eine Folge)
- 2012: Good Wife (The Good Wife, zwei Folgen)
- 2016–2019: The Blacklist (acht Folgen)
- 2017: Hap and Leonard (fünf Folgen)
- 2020: Penny Dreadful: City of Angels (Folge 1x09; Nachruf im Abspann)
- 2020: The Blacklist (Folge 7x19; Nachruf im Abspann)

## Theater (Auswahl)
- 1995: Translations; Plymouth Theatre (New York City)
- 1999: Tod eines Handlungsreisenden (Death of a Salesman); Eugene O’Neill Theatre (New York City)
- 2003: Eines langen Tages Reise in die Nacht (Long Day’s Journey Into Night); Plymouth Theatre (New York City)
- 2007: Wer den Wind sät (Inherit the Wind); Lyceum Theatre (New York City)
- 2009: Gier unter Palmen (Desire Under the Elms); St. James Theatre (New York City)